# Criteria for a Black Widow
Albums de Annihilator
Remains
(1997) Carnival Diablos
(2001)
Criteria for a Black Widow est le septième album studio du groupe de metal Annihilator. L'album est sorti le 1er juin 1999. Jeff Waters a réuni le line-up de l'album Alice in Hell, à l'exception du bassiste Wayne Darley. Russell Bergquist est le bassiste sur cet album.

## Liste des titres
Toute la musique est composée par Jeff Waters.
| No  | Titre                                                              | Paroles                 | Durée |
| --- | ------------------------------------------------------------------ | ----------------------- | ----- |
| 1.  | Bloodbath                                                          | Jeff Waters, John Bates | 5:21  |
| 2.  | Back to the Palace                                                 | Waters, Bates           | 5:34  |
| 3.  | Punctured                                                          | Waters, Bates           | 5:48  |
| 4.  | Criteria for a Black Widow                                         | Waters                  | 5:57  |
| 5.  | Schizos (Are Never Alone) Part III (4:26 sur la réédition de 2010) | (Instrumental)          | 5:52  |
| 6.  | Nothing Left                                                       | Waters, Bates           | 4:51  |
| 7.  | Loving the Sinner                                                  | Waters                  | 4:38  |
| 8.  | Double Dare                                                        | Waters, Bates           | 5:26  |
| 9.  | Sonic Homicide                                                     | Waters                  | 4:28  |
| 10. | Mending                                                            | (Instrumental)          | 2:46  |
| 11. | Loving the Sinner (bonus track)                                    | Waters                  | 4:34  |
| 12. | Jeff Waters Speaks (bonus track)                                   | Waters                  | 11:57 |

## Personnel

### Composition du groupe
- Jeff Waters - guitare, producteur, ingénieur du son, mixage, liner notes
- Randy Rampage - chants
- David Scott Davis - guitare
- Russell Bergquist - basse
- Ray Hartmann - batterie

### Production
- Mike Rogerson - ingénieur
- Paul Blake - ingénieur assistant
- Craig Waddell - mastering

- Victor Dezso - photographie
- Carol Sirna - modèle
- Robert Stefanowicz - digital imaging
- Ralph Alfonso - package design
- Tom Bagley - restoration, drawing, logo illustration